# 브라더 2
브라더 2(Brat 2, The Brother 2)는 러시아 연방에서 제작된 알렉세이 발라바노프 감독의 2000년 영화이다. 세르게이 보드로프 주니어 등이 주연으로 출연하였다.

## 출연

### 주연
- 세르게이 보드로프 주니어

### 조연
- 세르게이 마코베스키
- 게리 휴스톤
- 레이 톨러
- 케빈 무케리

## 제작진
- 의상: 로라 다너
- 의상: 나데즈다 바실에바